# Hermannia sulcata
Hermannia sulcata är en malvaväxtart som beskrevs av William Henry Harvey. Hermannia sulcata ingår i släktet Hermannia och familjen malvaväxter. Inga underarter finns listade i Catalogue of Life.